# Stefano Rabaglietti
Stefano Rabaglietti (Firenze, 30 aprile 1983) è un ex cestista italiano.

## Carriera
Inizia in serie B2 a Castelfiorentino per poi passare a Bergamo e Trapani in B1. Con la maglia granata fa il suo esordio in Legadue nel 2004-2005 per poi essere trasferito a Lumezzane.
L'anno successivo è a Patti (B1) per poi spostarsi nella massima lega nell'Upea Capo d'Orlando.
Nel 2007-08 veste la maglia neroazzurra del Latina (B1) e l'anno successivo torna in Legadue a Pistoia e successivamente Udine.
Ha vinto la coppa Italia Dilettanti con la Virtus Siena.
Nell'estate 2011 viene ingaggiato dalla Pallacanestro Firenze per la neonata Divisione Nazionale A.
Nel novembre del 2013 viene ingaggiato dall'Affrico Basket Firenze che milita nel campionato di Legadue Silver.